# Авель Сочка
Авель Анталь Сочка (угор. Szocska Antal Ábel; нар. 24 вересня 1972 р., Виноградів) — священник Угорської греко-католицької церкви, василіянин; з 31 жовтня 2015 — апостольський адміністратор, а 7 квітня 2018 — єпископ Ньїредьгазької єпархії; від 10 лютого 2016 року виконував уряд протоігумена василіянської провінції святого Стефана в Угорщині.

## Життєпис
Народився 1972 року у Виноградові на Закарпатті. Після закінчення середньої освіти в Україні, завершив богословські студії в Будапешті (Угорщина). 14 вересня 1995 року вступив до Чину Святого Василія Великого в Угорщині. Перші обіти склав 30 січня 1996 року, а вічні — 20 липня 2001 року. 30 вересня 2001 року прийняв священничі свячення з рук єпископа Гайдудорозького Сіларда Керестеша. Після свячень виконував різні душпастирські служіння у Василіянській Провінції святого Стефана в Угорщині.
16 лютого 2008 року на провінційній капітулі був обраний протоігуменом згаданої Провінції, душпастирював у Будапешті та в Марійській святині в Маріапоч. Був вікарієм в Апостольському екзархаті Мішкольца. 10 лютого 2016 року делегати провінційної капітули вдруге вибрали о. Сочку на уряд протоігумена провінції святого Стефана в Угорщині.
31 жовтня 2015 року призначений апостольським адміністратором Ньїредьгазької єпархії для католиків візантійського обряду.
12 грудня 2015 року, у храмі святого Миколая в м. Ньїредьгаза (Угорщина), апостольський адміністратор отець Авель Сочка ЧСВВ, урочисто розпочав управління новоствореною Ньїредьгазькою єпархією Угорської греко-католицької церкви.

## Єпископ
7 квітня 2018 року папа Франциск призначив о. Авеля Сочку єпископом Ньїредьгазької єпархії. Єпископська хіротонія відбулася 10 травня 2018 року в катедральному храмі святого Миколая в Ньїредьгазі. Головним святителем був Гайдудорозький архієпископ Петер Фюлеп Кочиш, співсвятителями були Мішкольцький єпископ Атанас Орос і архієпископ Кирил Васіль, секретар Конгрегації Східних Церков.